# 85. Infanterie-Division (Wehrmacht)
L'85ª divisione di fanteria (in tedesco 85. Infantrie-division) era una divisione della Wehrmacht utilizzata durante la seconda guerra mondiale. Partecipò alla difesa tedesca nella battaglia di Normandia e alla controffensiva tedesca nelle Ardenne.

## Storia
L'85ª divisione di fanteria fu costituita nel febbraio 1944 e posta sotto il comando del tenente generale Kurt Chill, in precedenza comandante della 122ª divisione di fanteria. Partecipando come divisione occupazionale nella Francia occupata dai tedeschi, l'85° faceva parte della retroguardia della 15ª armata nel nord della Francia durante lo sbarco in Normandia.
Fu trasferita in Normandia all'inizio di agosto come forza di soccorso nella sacca di Falaise in formazione, dove avrebbe dovuto sostituire la 12. SS-Panzer-Division "Hitlerjugend" entro l'11 agosto. Il 14 agosto, la divisione ricevette aiuto dalla seconda compagnia Schwere SS-Panzerabteilung 102 mentre viaggiava da Assy a Maizieres; il suo comandante fu ucciso quando il convoglio di scorta incontrò un gruppo di carri armati Sherman attaccati al 1° Ussari. Il 15 agosto, la 4ª divisione corazzata canadese ha sfondato le difese dell'85ª attorno alla sacca di Falaise.

### Paesi Bassi
Danneggiata, alla divisione fu ordinato di tornare in Germania per ricostituire i suoi numeri. Tuttavia, Chill ordinò ai suoi uomini di formare una serie di stazioni di accoglienza sulle teste di ponte del Canale Alberto, nel nord del Belgio; la sua idea era invece quella di raccogliere i ritardatari come mezzo per guadagnare numeri.
Il mese del suo trasferimento nei Paesi Bassi coincise anche con l'Operazione Market Garden, l'invasione alleata dei Paesi Bassi. Sotto l'attacco della 2ª divisione di fanteria canadese all'inizio di ottobre, il "Kampfgruppe Chill", un distaccamento dell'85ª, fu assegnato allo Schelda per sostituire la 346. Infanterie-Division in ritirata. Questo, tuttavia, faceva parte di un inganno del tenente colonnello Friedrich von der Heydte per spingere i canadesi ad attaccare una forza molto più potente.
In realtà, il distaccamento era composto dal 185º reggimento di artiglieria e dai resti del 1053º e 1054º reggimento granatieri. Il resto della forza era costituito da tre battaglioni della 2. Fallschirmjäger-Division. Gli Highlanders di Calgary, ignari delle reali dimensioni e abilità del gruppo della divisione, soffrirono amaramente a Hoogerheide e la situazione peggiorò all'arrivo della 244ª e della 667ª brigata di cannoni d'assalto dell'esercito.
A metà novembre Chill fu sostituito come comandante della divisione dal pluridecorato generale Helmut Bechler. La divisione, insieme al LXXIV Corpo d'Armata della 15ª Armata, partecipò alla battaglia della foresta di Hürtgen nel dicembre 1944 mentre la Wehrmacht tentava di costringere gli alleati a lasciare le Ardenne. Sotto il comando di Bechler, la divisione continuò a resistere all'avanzata alleata fino alla sua capitolazione definitiva nel marzo 1945; il resto del corpo sarebbe stato distrutto nella sacca della Ruhr l'aprile successivo nella battaglia di Aquisgrana.
I resti della divisione furono fusi con altri per formare la divisione di fanteria Potsdam alla fine di marzo 1945. La divisione di fanteria Potsdam fu infatti brevemente conosciuta come "85ª divisione di fanteria" tra il 29 marzo e il 4 aprile 1945, prima di ricevere la sua designazione finale.